# Llista d'episodis de Loki, el detectiu misteriós
Loki, el detectiu misteriós (魔探偵ロキ RAGNAROK, Matantei Roki RAGNAROK) és una sèrie d'anime de 26 episodis de mitja hora cadascun basada en el manga del mateix nom de Sakura Kinoshita. Aquesta fou produïda per TV Tokyo, dirigida per Hiroshi Watanabe i escrita per Kenichi Kanemaki.
La sèrie fou emesa per primer cop al Japó el 5 d'abril de 2003 fins al 27 de setembre de 2003 per TV Tokyo i va obtenir un gran èxit d'audiència gràcies a l'excel·lent disseny de personatges de Mariko Oka, a la bona planificació d'escenes, animació i a un guió atractiu. A Catalunya, fou estrenada el 27 de gener fins al 28 de juliol de 2005 pel canal K3, reemetent-se posteriorment en diverses ocasions.

## Llista d'episodis
| #  | Títol en català                                                                                           | Data d'estrena al Japó | Data d'estrena a Catalunya |
| -- | --- | ---------------------- | -------------------------- |
| 1  | Arriba el detectiu misteriós Matantei, Toujou! (魔探偵登場！)                                             | 5 d'abril de 2003      | 27 de gener de 2005        |
| 2  | El defensor de la justicia es un noi molt pobre Seigi no Mikata wa Cho BINBO!? (せいきの味方超ビンボー!?) | 12 d'abril de 2003     | 3 de febrer de 2005        |
| 3  | L'assassí caigut del cel Maiorita Shikaku (舞い降りた刺客!)                                               | 19 d'abril de 2003     | 10 de febrer de 2005       |
| 4  | El pare és un gran detectiu Papa wa meitantei!? (パパ は名探偵！？)                                       | 26 d'abril de 2003     | 17 de febrer de 2005       |
| 5  | El desafiament d'en Frey, l'atracador màgic Kaitou FUREI no Chousen (怪盗フレイの挑戦！)                  | 3 de maig de 2003      | 3 de març de 2005          |
| 6  | La noia en perill Nerawareta Shoujo (ねらわれた少女)                                                      | 10 de maig de 2003     | 10 de març de 2005         |
| 7  | La deessa Freya es desperta! Megami Freya Kakusei (女神フレイや、覚醒！)                                  | 17 de maig de 2003     | 17 de març de 2005         |
| 8  | Endavant, agència de detectius Yamino Susume!! Yamino Tanteisha (進め！！闇野探偵社！？)                  | 24 de maig de 2003     | 24 de març de 2005         |
| 9  | El secret de la Mayura per aprovar els exàmens Mayura Shiki TESUTO Hisshouho!? (繭良式テスト必勝法！？)   | 31 de maig de 2003     | 31 de març de 2005         |
| 10 | La cafeteria Crepuscle Yuukure Koohiikan (夕暮珈琲館)                                                     | 7 de juny de 2003      | 7 d'abril de 2005          |
| 11 | El nou alumne està enamorat Koisuru Tenkousei (恋する転校生)                                              | 14 de juny de 2003     | 14 d'abril de 2005         |
| 12 | La trampa del castell de Dràcula Dorakyura Jyou no Wana (ドラキュラ城の罠)                                | 21 de juny de 2003     | 21 d'abril de 2005         |
| 13 | La flor fantasmal Mugen no Hana (夢幻の花)                                                                | 28 de juny de 2003     | 28 d'abril de 2005         |
| 14 | La llum, la penombra i el gos negre Hikari to Yami to Kuroi Inu (光と闇と黒い犬)                          | 5 de juliol de 2003    | 5 de maig de 2005          |
| 15 | Les belles assassines Utsukushiki Shikakutachi (美しき刺客たち)                                           | 12 de juliol de 2003   | 12 de maig de 2005         |
| 16 | La campaneta diabòlica Mashou no Suzu (魔性の鈴)                                                          | 19 de juliol de 2003   | 19 de maig de 2005         |
| 17 | Duel al santuari de la cuina Gekitotsu!! KICCHIN SANKUCHUARI (激突！！ キッチンサンクチュアリ)            | 26 de juliol de 2003   | 26 de maig de 2005         |
| 18 | El detectiu camaleó Nana Iro Tantei Arawaru!? (七色探偵現る！？)                                          | 2 d'agost de 2003      | 2 de juny de 2005          |
| 19 | La història d'amor d'en Narugami Narugami kun Jyunjyoumonokatari (鳴神君純情物語)                         | 9 d'agost de 2003      | 9 de juny de 2005          |
| 20 | Les botes vermelles Akai Kutsu (赤い靴)                                                                   | 16 d'agost de 2003     | 16 de juny de 2005         |
| 21 | En Heimdall a l'alba Akatsuki no HEIMADARU (暁のへイマダル)                                               | 23 d'agost de 2003     | 23 de juny de 2005         |
| 22 | La veritat de les deesses Mekamitachi No Shinjitsu (女神たちの真実)                                       | 30 d'agost de 2003     | 30 de juny de 2005         |
| 23 | La noia a la vora de llac a l'estiu Kohan no Natsu Shoujyo (湖畔の夏少女)                                 | 6 de setembre de 2003  | 7 de juliol de 2005        |
| 24 | L'ombra de la solitud Kodoku no Kage (孤独の陰影（かげ）)                                                 | 13 de setembre de 2003 | 14 de juliol de 2005       |
| 25 | L'estació terminal del somni Yume no Shuuchakueki (夢の終着駅)                                            | 20 de setembre de 2003 | 21 de juliol de 2005       |
| 26 | El viatge dels déus Kamigami no Tabidachi (神々の旅立ち)                                                  | 27 de setembre de 2003 | 28 de juliol de 2005       |